# Leonardo (basquetebolista)
Leonardo Klassmann Waszkiewicz (Santo Ângelo, 23 de maio de 1989), também conhecido como Leonardo ou apenas Leo, é um jogador de basquete brasileiro.

## Trajetória no esporte
Antes de começar no basquete, como a maioria dos brasileiros jogava futebol. Mas ao crescer 13 entímetros em menos de um ano, o futebol deu lugar ao basquete, onde começou a jogar aos 15 anos de idade, sendo seu primeiro clube o Ceat-Bira de Lajeado (RS).
Após rápida mas importante passagem pelo Pinheiros, Leonardo seguiu para Espanha, onde jogou pelos clubes Grupo Capitol Valladolid, que apostou na sua formação como jogador promessa. Depois jogou pelo Blancos de Rueda Valladolid, onde foi campeão da Leb Oro em 2009, e bicampeão da Copa Castilla Leon em 2010. O seu último clube na Espanha foi o Óbila Club de Basket, onde viveu alguns dos momentos mais difíceis em relação ao basquete, por problemas financeiros e pela grande crise que atingiu toda a Europa.
Retornou ao Brasil em 2011, para disputar seu primeiro NBB pelo tradicional clube do triângulo mineiro Unitri/Uberlândia, onde se destacou pela sua raça e presença durante todos os jogos, sendo um dos xodós da torcida. Suas boas exibições lhe renderam duas convocações para seleção brasileira: a primeira para disputar o Campeonato Sul-Americano de 2012, no Argentina, e a segunda para Seleção Brasileira de Novos, do qual teve que pedir dispensa depois de confirmada uma contusão.
No final do NBB 6, com a decisão do presidente do Unitri/Uberlândia de que disputaria o NBB 7 com um time jovem e com jogadores em formação, o que gerou a consequente dispensa da maioria dos jogadores experientes (com salários mais altos), o Franca Basquete anunciou a sua contratação. 